# 큐브 2
《큐브 2》(Cube 2: Hypercube)는 2002년 캐나다의 공포 영화이자 영화 《큐브》의 속편이다. 촬영 감독 출신의 안제이 세쿠와가 감독을 맡았다.

## 줄거리
이 영화는 큐브에 갇힌 것으로 나타나는 한 젊은 여성 베키와 함께 시작한다. 그녀는 다른 방으로 들어가고 그 방은 역중력 상태이지만 그녀는 이를 알지 못한 채 위로 끌려가 사망한다.
얼마 뒤 여성 케이트, 사이먼 수사관, 시각장애인 사샤, 엔지니어 제리, 게임 개발자 맥스, 변호사 줄리아, 할머니 페일리는 자신들이 밝게 빛나는 큐브에 갖혀있고 이 큐브들은 다른 방으로 이어지는 문들이 있음을 발견한다.

## 출연
- 게라인트 윈 데이비스 (Geraint Wyn Davies) - 사이먼 그래디
- 카리 매칫 (Kari Matchett) - 케이트 필모어
- 닐 크론 (Neil Crone) - 제리 화이트홀
- 매슈 퍼거슨 (Matthew Ferguson) - 맥스 라이슬러
- 바버라 고든 (Barbara Gordon) - 페일리 할머니
- 린지 코넬 (Lindsey Connell) - 줄리아
- 그레이스 린 쿵 (Grace Lynn Kung) - 사샤
- 그리어 켄트 (Greer Kent) - 베키 영
- 필립 아킨 (Philip Akin) - 장군
- 브루스 그레이 (Bruce Gray) - 맥과이어 대령
- 폴 로빈스 (Paul Robbins) - 트랙턴
- 앤드루 스코어러 (Andrew Scorer) - 필 로젠즈빅 박사

## SBS 성우진 (2003년 11월 14일)
- 차명화 - 케이트 필모어(카리 매칫)
- 홍시호 - 사이먼 그래디(게라인트 윈 데이비스)
- 박상일 - 맥과이어(브루스 그레이) / 장군(필립 아킨)
- 안정현 - 페일리 할머니(바버라 고든)
- 이재정 - 레베카(그리어 켄트)
- 강수진 - 맥스 라이슬러(매슈 퍼거슨)
- 서광재 - 제리 화이트홀(닐 크론)
- 오주연 - 줄리아(린지 코넬)
- 김정아 - 사샤(그레이스 린 쿵)